# Чермани
Чермани (слч. Čermany) насељено је мјесто са административним статусом сеоске општине (слч. obec) у округу Топољчани, у Њитранском крају, Словачка Република.

## Становништво
| Година:    | 1994. | 2004.   | 2014.   | 2024. |
| ---------- | ----- | ------- | ------- | ----- |
| Број људи: | 397   | 385     | 366     | 366   |
| Разлика:   |       | -3,02 % | -4,93 % | +0 %  |

| Година:    | 2023. | 2024.   |
| ---------- | ----- | ------- |
| Број људи: | 363   | 366     |
| Разлика:   |       | +0,82 % |

Према подацима о броју становника из 2011. године насеље је имало 386 становника.